# Pitcairnia tolimensis
Pitcairnia tolimensis är en gräsväxtart som beskrevs av Lyman Bradford Smith. Pitcairnia tolimensis ingår i släktet Pitcairnia och familjen Bromeliaceae. Inga underarter finns listade i Catalogue of Life.